# IJgeul
A IJgeul ou a fossa IJ é uma escavação feita pelo homem no fundo do Mar do Norte, na costa de IJmuiden, que fornece acesso a grandes embarcações com correntes de ar profundas ao porto de IJmuiden e também através do Canal do Mar do Norte, ao porto de Amsterdã (assim como o Eurogeul para o porto de Roterdã).
O nome vem de IJ e geul, uma palavra holandesa que significa "a parte de um canal que geralmente precisa ser dragada".

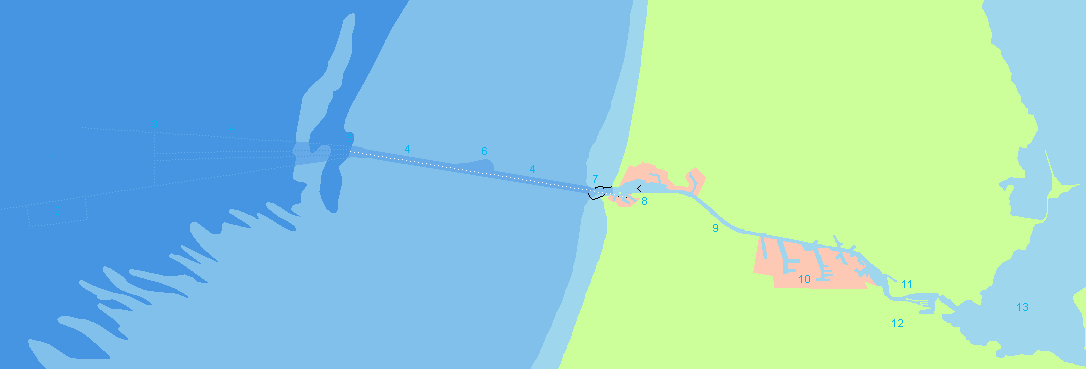
1. Corredores externos
2. Zona de amarração
3. 43 km de faixa marítima até IJmuiden
4. IJgeul
5. 23 quilômetros de faixa marítima até IJmuiden
6. Zona de rotação
7. Ponto 0
8. Bloqueios IJmuiden
9. Canal do Mar do Norte
10. O porto de Amsterdã
11. O IJ
12. Amsterdão
13. IJmeer

## História
Quando o IJgeul abriu em 1982, o calado máximo estava em 16,5 metros. Em 2006, o Ministro dos Transportes decidiu aprofundar e ampliar o IJgeul. Obras públicas dragaram o canal para 17,8 metros. Além disso, o IJgeul foi estendido de 23 a 43 quilômetros.

## Circulação
O tráfego é estritamente regulamentado; os navios devem seguir as luzes de alinhamento nos últimos 23 quilômetros, formados pelo Hoge vuurtoren van IJmuiden e pelo Lage vuurtoren van IJmuiden. A 18 quilômetros da costa, foi criado um espaço para que, em caso de problemas, seja possível a volta dos navios.
As instruções de navegação da Prostar de 2006 fornecem informações detalhadas sobre a abordagem e as restrições.

## Comparecimento
A frequência média é de 90 navios com um calado máximo por ano.